# Golden Grand Prix

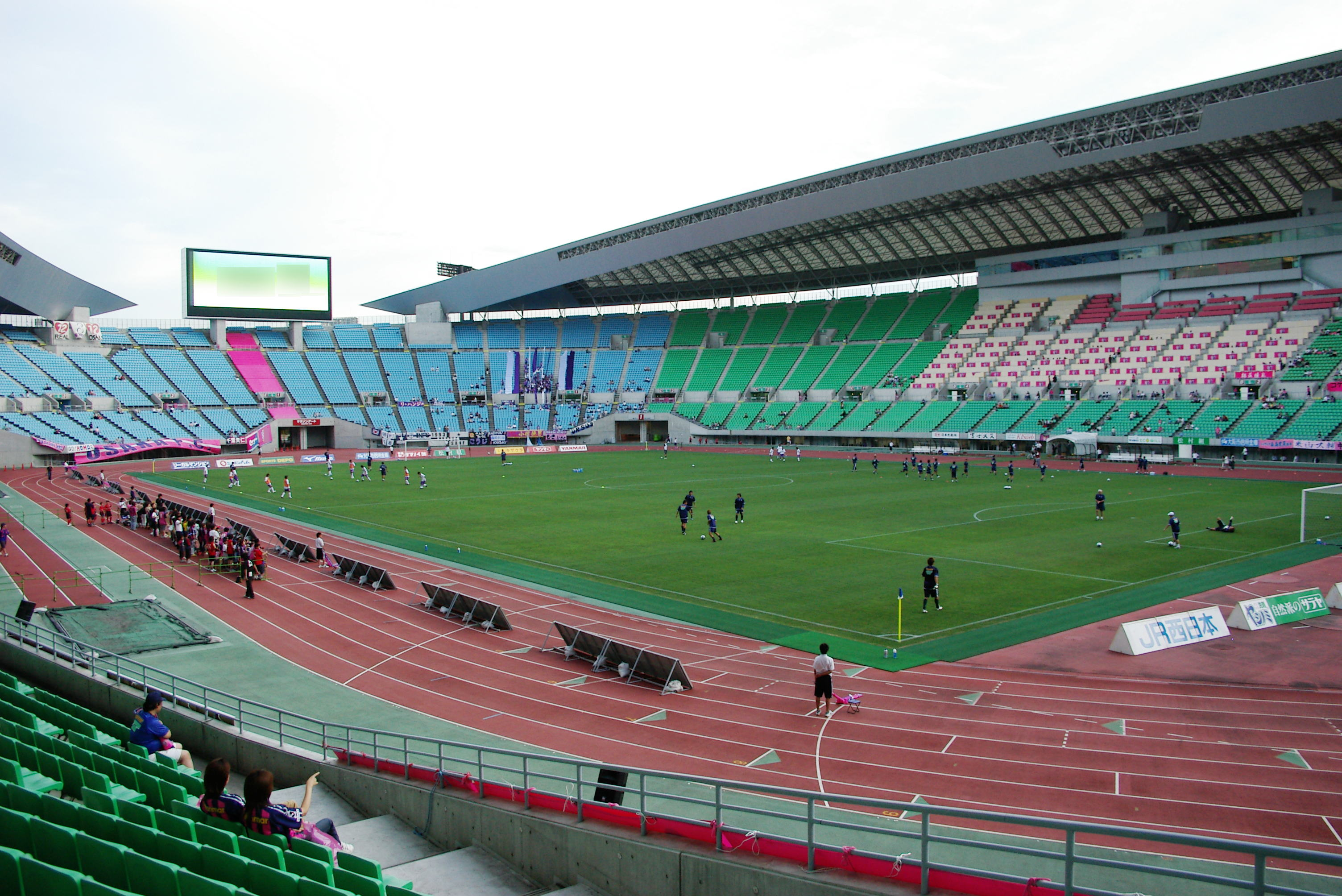
Lo Stadio Nagai di Osaka, teatro del meeting nel 2018 e 2019

Il Golden Grand Prix è un meeting internazionale di atletica leggera, inserito nel circuito World Athletics Continental Tour, che si tiene annualmente allo Stadio Olimpico di Tokyo in Giappone.
Dal 2011 al 2012 e dal 2015 al 2017 il meeting si è tenuto nella città di Kawasaki, mentre le edizioni 2018 e 2019 si sono svolte a Osaka.

## Edizioni
Di seguito la tabella delle edizioni del meeting.
| Anno | Edizione | Circuito                              | Dettagli               |
| ---- | -------- | ------------------------------------- | ---------------------- |
| 2011 | I        | World Challenge 2011                  | Golden Grand Prix 2011 |
| 2012 | II       | World Challenge 2012                  | Golden Grand Prix 2012 |
| 2013 | III      | World Challenge 2013                  | Golden Grand Prix 2013 |
| 2014 | IV       | World Challenge 2014                  | Golden Grand Prix 2014 |
| 2015 | V        | World Challenge 2015                  | Golden Grand Prix 2015 |
| 2016 | VI       | World Challenge 2016                  | Golden Grand Prix 2016 |
| 2017 | VII      | World Challenge 2017                  | Golden Grand Prix 2017 |
| 2018 | VIII     | World Challenge 2018                  | Golden Grand Prix 2018 |
| 2019 | IX       | World Challenge 2019                  | Golden Grand Prix 2019 |
| 2020 | X        | World Athletics Continental Tour 2020 | Golden Grand Prix 2020 |